# Jonathan McDonald
Jonathan André McDonald (San José (Costa Rica), 28 oktober 1987) is een Costa Ricaanse profvoetballer, spelend voor Alajuelense in de Costa Ricaanse competitie.

## Clubcarrière
McDonald maakte op 16-jarige leeftijd zijn debuut bij Deportiva Carmelita. In 2006 verhuisde hij naar de topclub Club Sport Herediano, gedurende zijn verblijf verscheen hij 41 keer in de basis en scoorde hij 17 goals.
Na zijn verblijf bij Herediano verhuisde hij op 5 augustus 2010 naar de Vancouver Whitecaps. Op 19 oktober 2010 lieten de Whitcaps hem samen met een vijftal andere spelers weer gaan, omdat ze betere spelers wilde ter voorbereiding op de Major League Soccer. McDonald keerde terug naar Costa Rica en maakte in anderhalf seizoen redelijk indruk bij Alajuelense.

### Kalmar FF
Op 14 november 2011 werd bekend dat McDonald een driejarig contract heeft getekend bij Kalmar FF dat op januari 2012 in ging.

## Interlandcarrière
Op 10 augustus 2011 debuteerde McDonald in de nationale voetbalploeg van Costa Rica in de vriendschappelijke wedstrijd tegen Ecuador.